# زایزکس (کالیفرنیا)
زایزکس (به انگلیسی: Zzyzx) یک منطقهٔ مسکونی در ایالات متحده آمریکا است که در شهرستان سن برناردینو، کالیفرنیا واقع شده‌است.